# 竹村令
竹村 令（たけむら れい、1919年（大正8年）4月29日 - 生没不明）は、昭和時代の競泳選手。

## 経歴
京都府立第一高等女学校在学中、1936年ベルリンオリンピックに競泳日本代表として女子100m自由形に出場したが予選落ちに終わった。女子4×100mフリーリレーにも出場したが予選落ちに終わった。